# NGC 7584
NGC 7584 é uma galáxia lenticular (S0) localizada na direcção da constelação de Pegasus. Possui uma declinação de +09° 26' 01" e uma ascensão recta de 23 horas, 17 minutos e 53,1 segundos.
A galáxia NGC 7584 foi descoberta em 5 de Outubro de 1864 por Albert Marth.